# Straußfurt
Straußfurt település Németországban, azon belül Türingiában. Lakosainak száma 2081 fő (2023. december 31.).

## Népesség
A település népességének változása:
| Lakosok száma | 1742 | 1756 | 2110 | 2094 | 2081 |
|               | 2017 | 2019 | 2021 | 2022 | 2023 |